# Cyanopepla borealis
Cyanopepla borealis är en fjärilsart som beskrevs av Rothschild 1912. Cyanopepla borealis ingår i släktet Cyanopepla och familjen björnspinnare. Inga underarter finns listade i Catalogue of Life.